# Filtrazione

Comune vetreria di laboratorio utilizzata per una filtrazione.

La filtrazione è un'operazione unitaria di separazione utilizzata sia in scala di laboratorio (per esempio in un laboratorio chimico) sia in scala industriale (per esempio negli impianti di fresatura e rettifica).
È una pratica di laboratorio che può essere utilizzata sia per scopi separativi, volendo eliminare impurezze solide da liquidi o soluzioni, che per scopi sintetici volendo isolare un composto precipitato da una soluzione o cristallizzato.
In natura rappresenta un fenomeno comune che riguarda le fonti idriche le cui acque permeano il terreno in cui scorrono: ad esempio le falde profonde sono utilizzate come fonte di approvvigionamento per acqua potabile in quanto risultano purificate da intensa filtrazione.
In microbiologia e nella sintesi farmaceutica la filtrazione viene utilizzata come mezzo di disinfezione: utilizzando carta da filtro con diametro dei pori compreso tra 0,22-0,45 μm si riesce a trattenere la quasi totalità dei batteri. Filtri HEPA sono utilizzati dalle cappe di laboratorio e dai sistemi termoidraulici di condizionamento ambientale per purificare l'aria.
In ambito industriale la filtrazione sfrutta macchine filtranti operative su vasta scala.

## La filtrazione in laboratorio
Esistono due metodiche per condurre una filtrazione in laboratorio: la filtrazione per gravità e la filtrazione sottovuoto.
- La filtrazione per gravità, così definita perché sfrutta l'azione della gravità per separare il fluido dalla fase solida, che viene trattenuta su una carta da filtro, viene effettuata facendo passare la sospensione attraverso la carta filtrante fatta aderire alle pareti di un imbuto filtrante che può essere di dimensioni variabili. Occorre avere l'accortezza di non far intasare l'imbuto e controllare che la carta non si sia, nel frattempo, danneggiata facendo passare anche il solido. Come già detto, il solido si deposita sulla carta da filtro mentre il liquido viene raccolto in un becher o una beuta. Il filtro può essere preparato conferendogli manualmente una forma a cono, classica, o una forma pieghettata per una filtrazione più veloce (per effetto del passaggio di aria tra le pieghe).
- La filtrazione sottovuoto rappresenta una metodica più rapida, l'effetto della separazione per suzione è maggiore rispetto a quello per gravità, ma che richiede una vetreria a tenuta, l'adattamento della carta da filtro e un sistema che generi un vuoto non troppo spinto (come una pompa ad acqua o una pompa meccanica a vuoto). La vetreria utilizzata comprende l'imbuto Büchner, l'imbuto Hirsch (simile al Büchner ma di dimensioni minori), il crogiolo di Gooch (di dimensioni ancora più piccole rispetto all'Hirsch e che non richiede carta da filtro, possedendo una superficie porosa) e una beuta codata di raccolta.

### Il mezzo filtrante (omedium)
Il medium è l'elemento che effettua attivamente la filtrazione. Il mezzo filtrante viene scelto in funzione del tipo e della qualità di filtrazione richiesta. Esistono numerose varianti tra carte (generalmente costituita da nitrocellulosa), tessuti non tessuti (poliestere, polipropilene, fibra di vetro, fibre aramidiche), reti e tele metalliche (tipo Reps, microstirate).
Caratteristiche distintive quali-quantitative di un mezzo filtrante sono le seguenti:
- porosità, indica le particelle che possono attraversare il mezzo di filtrazione. Ad esempio, particelle piccole vengono trattenute da carta a bassa porosità, di contro una grana troppo fine rallenta sensibilmente la velocità di filtrazione;
- ritentività, caratteristica opposta alla porosità. Carta a bassa ritentività non riesce a trattenere le particelle più piccole di filtrato;
- velocità, indica il tempo impiegato da un liquido per passare attraverso il filtro.

Le tre caratteristiche sono tra loro collegate: una carta rapida ha di solito bassa ritentività ed alta porosità ed una carta lenta possiede proprietà opposte.
I composti colloidali non si prestano affatto ad essere filtrati o sono filtrabili parzialmente o con molta difficoltà.

## Filtrazione industriale
Qualunque sia il sistema di filtrazione utilizzato prevale il moto laminare e il flusso del filtrato è direttamente proporzionale alla forza fluidomotrice che lo determina ed inversamente proporzionale alle resistenze incontrate dal fluido (liquido o gas).

Regimi di filtrazione.

La filtrazione può avvenire secondo i seguenti modi:
- normal flow filtration: la sospensione da filtrare passa attraverso il filtro in direzione normale (cioè perpendicolare) alla superficie del setto filtrante;
- cross flow filtration: il flusso della sospensione da trattare è parallelo alla superficie del setto filtrante;
- filtrazione a torta (in inglese cake filtration): il flusso della sospensione da filtrare passa attraverso una "torta" (in inglese cake), costituita dal solido da separare che col procedere dell'operazione si deposita sul setto; la torta viene sostenuta da un telo (ad esempio una griglia metallica), i cui pori hanno diametro maggiore delle particelle da filtrare, in quanto il mezzo filtrante è in questo caso la torta, mentre il telo ha esclusivamente funzione di sostegno;
- filtrazione a letto profondo (in inglese deep bed filtration): le particelle solide vengono trattenute all'interno del setto filtrante, per cui tranne in rari casi (ad esempio nel filtro a sabbia) non è possibile il recupero del solido a fine filtrazione, per cui appena il filtro si è saturato, va smaltito e sostituito.

Nei cosiddetti filtri a torta la forza fluidomotrice è data dalla differenza di pressione che sussiste tra le due facce del mezzo filtrante, mentre le resistenze incontrate dal fluido derivano dalla resistenza intrinseca del setto filtrante (o telo) e dalla resistenza della cosiddetta torta.
In altri tipi di filtro, la resistenza è invece dovuta alle perdite di carico del solo setto passante, in quanto la torta è assente (o di spessore trascurabile).
I fattori principali che influenzano la velocità di filtrazione sono:
1. le perdite di carico subite dal filtrato quando attraversa il mezzo;
2. l'area totale della superficie filtrante;
3. la viscosità del filtrato;
4. dalle caratteristiche della torta formatasi (nel caso di filtri a torta).

La differenza di pressione tra le due facce del mezzo filtrante può essere ottenuta in due modi:
- nei filtri in depressione, si impone una pressione a monte del filtro pari alla pressione atmosferica e una pressione a valle del filtro minore della pressione atmosferica.
- nei filtri in pressione, si impone una pressione a valle del filtro pari alla pressione atmosferica e una pressione a monte del filtro maggiore della pressione atmosferica.

Siccome all'aumentare della differenza di pressione aumenta la velocità di filtrazione, il secondo metodo, per il quale si possono avere differenze di pressioni maggiori di 1 atm, sarebbe in teoria da preferire; nella pratica però bisogna anche considerare che per prelevare il prodotto da un filtro in pressione sarebbe necessario installare una pompa, e questo farebbe crescere i costi dell'impianto. Per questi motivi, in genere si utilizzano filtri in pressione per le operazioni in discontinuo (batch), mentre i filtri in depressione vengono utilizzati per operazioni in continuo.

### Filtri industriali

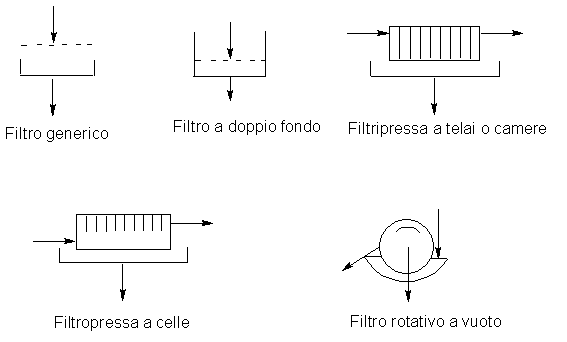
Rappresentazione grafica ufficiale, secondo le norme UNICHIM, di vari sistemi filtranti. La sigla associata è rappresentata dalla lettera F.

Impiantisticamente parlando, le apparecchiature industriali adoperate per effettuare la filtrazione si dividono in filtri continui e filtri discontinui a seconda se bisogna o meno interrompere il processo per compiere altre operazioni collaterali.
Filtri discontinui
- filtro a sabbia, funzionante a gravità o a pressione
- filtropressa, a lavaggio semplice o lavaggio completo
- filtro Moore
- filtro Sweetland
- filtro Vallez
- filtro Kelly
- filtro a candela

Filtri continui (filtri rotativi)
- filtro a dischi
- filtro a tamburo
  - filtro a tamburo tipo Swenson
  - filtro a tamburo tipo Oliver
- filtro Prayon
- filtro a giostra

### Derivazione dell'equazione generale della filtrazione
L'equazione generica che esprime il flusso di un fluido attraverso letti porosi è:
{\displaystyle \Phi ={\frac {\Delta P}{R}}}
dove {\displaystyle \Delta P} è la differenza di pressione esistente tra le due facce del letto, {\displaystyle R} è la resistenza incontrata dal fluido nell'attraversare il mezzo poroso e {\displaystyle \Phi } è il flusso di fluido.
La resistenza {\displaystyle R} è ricavabile dalla relazione
{\displaystyle R={\frac {r\mu l}{A}}}
dove {\displaystyle r} è la resistenza specifica della torta, {\displaystyle \mu } la viscosità del filtrato, {\displaystyle l} lo spessore della torta originatasi in seguito al deposito di solido, {\displaystyle A} la superficie normale della torta rispetto alla direzione del flusso. La resistenza specifica {\displaystyle r} è definita come differenza di pressione necessaria per provocare un flusso unitario di filtrato, di viscosità unitaria, attraverso una superficie e spessore di torta unitari.
Facendo riferimento ad un tempo infinitesimo {\displaystyle dt} durante il quale viene filtrato un volume {\displaystyle dV} di fluido si ottiene l'equazione:
{\displaystyle {\frac {dV}{dt}}={\frac {A\Delta P}{r\mu l}}}
Questa rappresenta l'equazione fondamentale della teoria della filtrazione. Nei casi pratici questa equazione porta a differenti risultati in relazione alle condizioni operative di esercizio alle quali viene applicata. Tali condizioni sono rappresentate da portata o {\displaystyle \Delta P} costante e dal caso di torte non comprimibili (es. quelle ottenute da precipitati cristallini) o torte comprimibili (es. precipitati fioccosi o gelatinosi).
Si può anche scrivere l'equazione precedente esplicitando {\displaystyle V_{S}}, che è il flusso volumetrico del fluido attraversante il filtro:
{\displaystyle V_{S}={\frac {1}{A}}{\frac {dV}{dt}}={\frac {\Delta P}{r\mu l}}}

### Equazione generale della filtrazione per un filtro a torta
Assumendo che il moto attraverso la torta sia laminare e che le particelle solide abbiano uguale diametro, è valida l'equazione di Blake-Kozeny:
{\displaystyle V_{S}={\frac {\Delta P\cdot d_{p}^{2}}{150\mu L}}{\frac {\varepsilon ^{3}}{(1-\varepsilon ^{2})}}}
in cui:
- {\displaystyle V_{S}} è la velocità superficiale (o flusso volumetrico), data dal rapporto tra la portata volumetrica di fluido da filtrare rispetto alla sezione trasversale {\displaystyle A} del mezzo filtrante
- {\displaystyle \Delta P} è la differenza di pressione tra monte e valle del filtro.
- {\displaystyle d_{p}} è il diametro medio delle particelle solide che costituiscono la torta
- {\displaystyle \mu } è la viscosità del fluido da filtrare
- {\displaystyle L} è l'altezza della torta (che cresce nel tempo, per cui la velocità superficiale non è costante)
- {\displaystyle \varepsilon } è la porosità (o grado di vuoto) della torta.

Rappresentazione del sistema filtrante. In questa schematizzazione la torta è stata idealmente divisa in una zona a grado di vuoto unitario (che corrisponde alla parte fissa della torta) e una zona a grado di vuoto "quasi" nullo (che corrisponde al fluido passante la torta, e che contiene al suo interno una concentrazione non nulla di solidi sospesi).

Prendendo come volume di controllo il volume della torta (che cresce nel tempo), il bilancio di materia sulla fase solida per un filtro a torta al tempo {\displaystyle t} si esprime come:
Massa di solido entrante = massa di solido nel "pieno" della torta + massa di solido nel "vuoto" della torta
Il termine a sinistra si riferisce alla massa di solido nel fluido da filtrare, che viene immessa all'interno del volume di controllo tra il tempo {\displaystyle 0} e il tempo {\displaystyle t}.
Il termine di accumulo è diviso in due parti poiché la torta può essere vista come un sistema formato da una fase solida (il "pieno"), che costituisce la torta propriamente detta e una sospensione fluido-solido (il "vuoto"), che riempie gli interstizi della torta solida.
Non è presente un termine di uscita, in quanto si assume che la corrente fluida sia completamente purificata.
Il bilancio di materia si esprime in formule come:
{\displaystyle WV=[AL(1-\varepsilon )]\rho _{S}+(AL\varepsilon )W}
in cui:
- {\displaystyle A}: superficie trasversale del mezzo filtrante
- {\displaystyle W}: concentrazione di particelle solide nella corrente all'ingresso
- {\displaystyle \rho _{S}}: densità del solido
- {\displaystyle V}: volume complessivo di sospensione entrata tra il tempo {\displaystyle 0} e il tempo {\displaystyle t}
- {\displaystyle [AL(1-\varepsilon )]}: "volume pieno" della torta
- {\displaystyle (AL\varepsilon )}: "volume vuoto" della torta

La massa di solido nella sospensione fluido-solido si può ritenere trascurabile rispetto alla massa di solido che costituisce la torta, per cui il termine più a destra nel bilancio di materia può essere trascurato. Esplicitando l'altezza {\displaystyle L} della torta, abbiamo quindi:
{\displaystyle L={\frac {WV}{A[\rho _{S}(1-\varepsilon )]}}}
Si definisce resistenza specifica della torta la quantità:
{\displaystyle \alpha ={\frac {150}{d_{p}^{2}\rho _{S}}}{\frac {(1-\varepsilon )}{\varepsilon ^{2}}}}
Sostituendo nell'equazione di Blake-Kozeny l'espressione di {\displaystyle L} ricavata dal bilancio di materia e la resistenza specifica della torta appena definita, otteniamo:
{\displaystyle V_{S}={\frac {\Delta P}{(\mu W\ A)\alpha V}}}
Il termine {\displaystyle (W\alpha V)\ A} rappresenta la resistenza della torta {\displaystyle R_{c}}. A questa va aggiunto il termine correttivo che rappresenta la resistenza del telo {\displaystyle R_{m}}, per cui l'equazione generale della filtrazione è:
{\displaystyle V_{S}={\frac {\Delta P}{\mu (R_{c}+R_{m})}}}